# پرواز شماره ۲۰۵ اوسترال لینئاس آئراس
پرواز شماره ۲۰۵ اوسترال لینئاس آئراس (به انگلیسی: Austral Líneas Aéreas Flight 205) یک پرواز اوسترال لینئاس آئراس از بوئنوس آیرس به مقصد مار دل پلاتا، آرژانتین بود که در آن ۴۷ مسافر و ۵ خدمه حضور داشتند، در تاریخ ۱۶ ژانویه ۱۹۵۹ دچار سانحه شد و ۵۱ نفر جان باختند.